# Cavalo
O cavalo (Equus ferus caballus) é uma das duas subespécies existentes de Equus ferus. É um mamífero perissodáctilo pertencente à família taxonômica Equidae. O cavalo evoluiu para o forma atual entre 45 milhões a 55 milhões de anos atrás, a partir de uma pequena criatura com vários dedos, o Eohippus, até o animal grande e com um único dedo de hoje.
Os seres humanos começaram a domesticar cavalos por volta de 4000 a.C. e acredita-se que sua domesticação tenha sido disseminada em 3000 a.C.
Os cavalos da subespécie caballus são domesticados, embora algumas populações domesticadas vivam na natureza como cavalos selvagens. Essas populações selvagens não são verdadeiros cavalos "selvagens", pois esse termo é usado para descrever cavalos que nunca foram domesticados, como o cavalo de Przewalski, uma espécie em perigo de extinção, uma subespécie separada e o único verdadeiro cavalo selvagem restante na natureza.
Existe um vocabulário extenso e especializado usado para descrever conceitos relacionados a equinos, cobrindo de tudo, desde anatomia a estágios da vida, tamanho, cores, marcações, raças, locomoção e comportamento.
Os cavalos são adaptados para correr, permitindo que escapem rapidamente dos predadores, possuindo um excelente senso de equilíbrio e uma forte resposta de luta ou fuga. Relacionada a essa necessidade de fugir dos predadores na natureza, há uma característica incomum: os cavalos são capazes de dormir de pé e deitados, sendo que os mais jovens tendem a dormir significativamente mais do que os adultos. As fêmeas, chamadas éguas, carregam seus filhotes por aproximadamente onze meses e um cavalo jovem, chamado potro, pode ficar de pé e correr logo após nascer. A maioria dos cavalos domesticados começa a treinar em uma sela ou em um arreio entre as idades de dois e quatro anos. Eles atingem o desenvolvimento adulto completo aos cinco anos de idade e têm uma expectativa de vida média entre 25 e 30 anos.
As raças de cavalos são fracamente divididas em três categorias baseadas no temperamento geral: "sangue quente", que são velozes e resistentes; "sangue frio", como cavalos de tração e alguns pôneis, adequados para trabalhos lentos e pesados; e "sangue morno", desenvolvido a partir de cruzamentos entre sangue quente e sangue frio, muitas vezes focando na criação de raças para fins específicos de hipismo, principalmente na Europa. Existem mais de 300 raças de cavalos no mundo de hoje, desenvolvidas para diversos usos.
Cavalos e humanos interagem em uma ampla variedade de competições esportivas e atividades recreativas não competitivas, bem como em atividades de trabalho, como trabalho policial, agricultura, entretenimento e terapia.
Os cavalos eram historicamente usados na guerra, a partir da qual uma grande variedade de técnicas de hipismo e direção se desenvolveu, usando muitos estilos diferentes de equipamentos e métodos de controle.
Muitos produtos são derivados de cavalos, como carne, leite, pele, cabelos, ossos e produtos farmacêuticos extraídos da urina de éguas grávidas.
Os seres humanos fornecem aos cavalos domesticados comida, água e abrigo, além da atenção de especialistas como veterinários e ferradores.

## Biologia

### Vida — expectativa e estágios

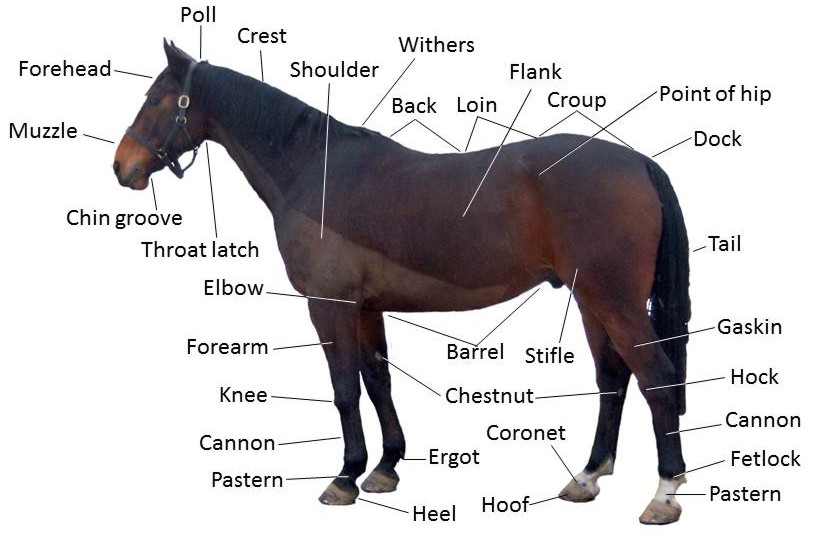
Características de um cavalo

Dependendo da raça, manejo e ambiente, o cavalo doméstico moderno tem uma expectativa de vida de 25 a 30 anos. Apesar de ser incomum, alguns animais vivem na faixa dos 40 e, ocasionalmente, além dessa faixa etária. O mais antigo registro verificável foi o "Old Billy", um cavalo do século XIX que viveu até os 62 anos de idade. Nos tempos modernos, Sugar Puff, que havia sido listado no Guinness World Records como o pônei vivo mais antigo do mundo, morreu em 2007 aos 56 anos.
Independentemente da data de nascimento real de um cavalo ou pônei, para a maioria dos objetivos de competição, um ano é adicionado à sua idade a cada 1.º de janeiro no Hemisfério Norte e todo 1.º de agosto no Hemisfério Sul. A exceção está no enduro equestre, onde a idade mínima para competir é baseada na idade civil real do animal.
A terminologia a seguir é usada para descrever cavalos de várias idades:
- Potro: um potro (ou potra, no feminino) é um exemplar de ambos os sexos com menos de um ano de idade. Um potro de cuidado é muitas vezes chamado de sucção e um potro que foi desmamado é chamado de um recém-desmamado'.[12] A maioria dos potros domesticados é desmamada entre cinco e sete meses de idade, embora os potros possam ser desmamados aos quatro meses sem efeitos físicos adversos;[13]
- Potranca: um cavalo fêmea com menos de quatro anos;[14]
- Égua: um cavalo fêmea com quatro anos de idade ou mais;[14]
- Garanhão: um cavalo não castrado com quatro anos de idade ou mais;[15] O termo "cavalo" é às vezes usado coloquialmente para se referir especificamente a um garanhão;[16]
- Capãoː um cavalo macho castrado de qualquer idade.[16]

Nas corridas de cavalos, essas definições podem ser diferentes: por exemplo, nas Ilhas Britânicas, os cavalos puros-sangues-sangue ingleses definem colts e fillies com menos de cinco anos de idade. No entanto, as corridas australianas de puro-sangue definem colts e potranca como cavalos com menos de quatro anos de idade.

### Tamanho e medição
A altura dos cavalos é medida no ponto mais alto da cernelha, onde o pescoço encontra as costas.

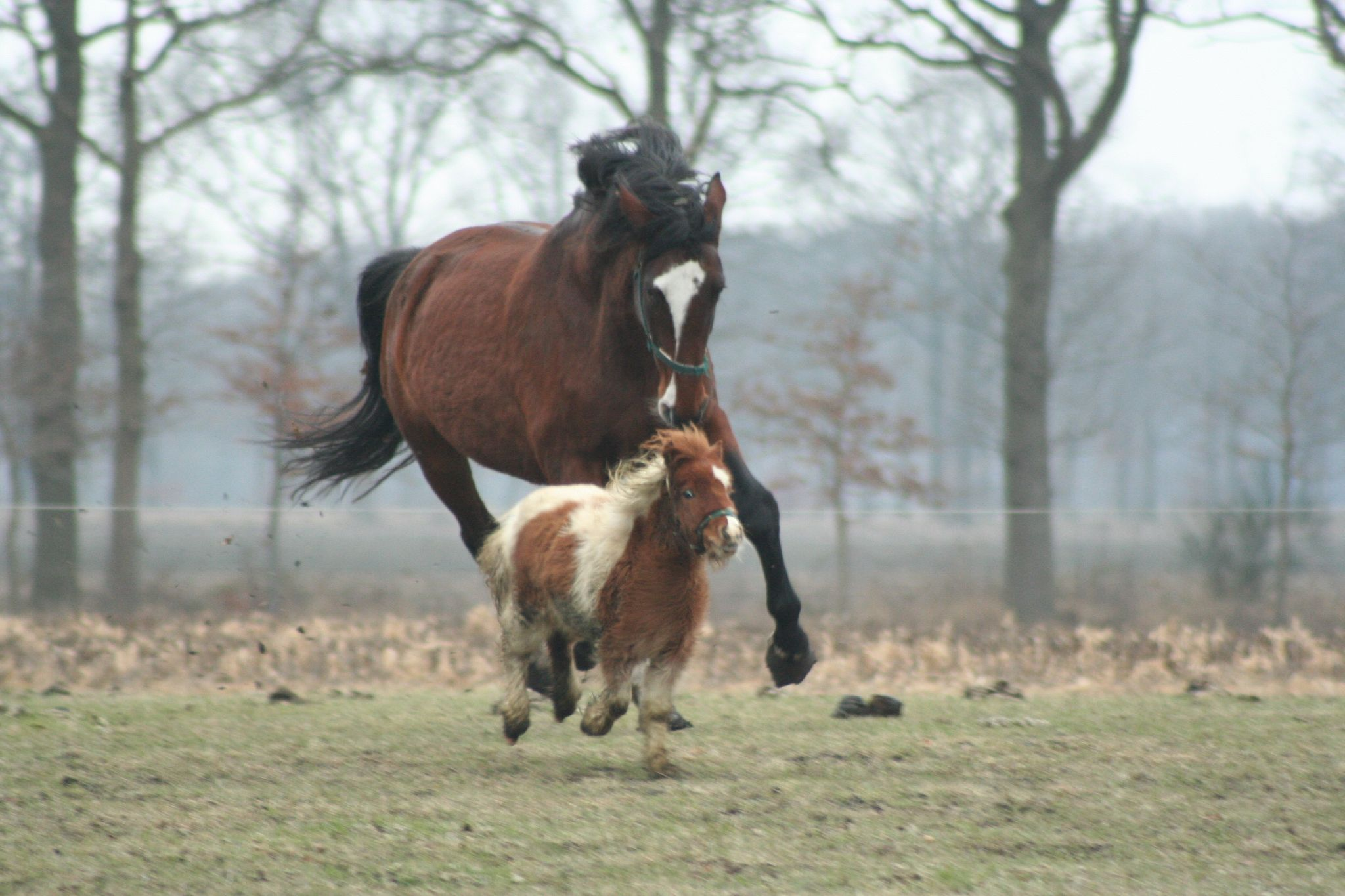
O tamanho varia muito entre as raças de cavalos, como exemplificado neste cavalo de tamanho normal e no pequeno pônei que o acompanha.

Nos países de língua inglesa, a altura dos cavalos é geralmente declarada em unidades de mãos e polegadas: uma mão é igual a 101,6 milímetros (4 pol). A altura é expressa como o número de mãos completas, seguido de um ponto, depois o número de polegadas adicionais e terminando com a abreviação "h" ou "hh" (para "mãos altas", ou high hands em inglês). Assim, um cavalo descrito como "15,2 h" tem 15 mãos mais 2 polegadas, para um total de 62 polegadas (157,5 cm) de altura.
O tamanho dos cavalos varia de acordo com a raça, mas também é influenciado pela nutrição. Cavalos leves geralmente variam de altura de 14 e podem pesar de 380 a 550 quilogramas (840 a 1 200 lb). Cavalos maiores geralmente começam em cerca de 15,2 h e geralmente têm a altura de 17 h, pesando de 500 a 600 quilogramas (1 100 a 1 300 lb). Cavalos pesados ou de tração costumam ter pelo menos 16 h de altura e podem chegar a até 18 h de altura. Eles podem pesar de cerca de 700 a 1 000 quilogramas (1 500 a 2 200 lb).
O maior cavalo registrado na história foi provavelmente um cavalo Shire chamado Mammoth, nascido em 1848. Ele tinha 21,2 1/4 h de altura (ou 219 cm) e seu peso máximo foi estimado em 1 524 quilogramas (3 400 lb). O atual recordista do menor cavalo do mundo é Thumbelina, um cavalo miniatura totalmente maduro, afetado pelo nanismo. Ela tem 17 polegadas (43 cm) de altura e pesa 57 libra (massa)s (26 kg).

#### Pôneis
Os pôneis são taxonomicamente os mesmos animais que os cavalos. A distinção entre cavalo e pônei é comumente feita com base na altura, especialmente para fins de competição. No entanto, somente a altura não é a única diferença, que também pode incluir aspectos do fenótipo, incluindo conformação e temperamento.
O padrão tradicional para altura de um cavalo ou pônei na maturidade é 14,2 h (147 cm). Cavalos dessa altura geralmente são considerados um cavalo e abaixo dela são classificados como pôneis, mas há muitas exceções ao padrão tradicional. Na Austrália, são considerados pôneis apenas os menores de 14 h. Para a competição na divisão ocidental da Federação Equestre dos Estados Unidos, o ponto de corte é de 14,1 h. A Federação Equestre Internacional, o órgão mundial do esporte a cavalo, usa medidas métricas e define um pônei como qualquer cavalo com menos de 148 centímetros (58,27 pol) na cernelha sem ferradura, o que equivale a pouco mais de 14,2 h e 149 centímetros (58,66 pol) ou apenas ao longo de 14,2 h, com ferraduras.
A altura não é o único critério para distinguir cavalos de pôneis. Registros de raças para cavalos que normalmente produzem indivíduos abaixo e acima de 14,2 h consideram todos os animais dessa raça como cavalos, independentemente da sua altura. Por outro lado, algumas raças de pônei podem ter características em comum com os cavalos e animais individuais podem ocasionalmente amadurecer com mais de 14,2 h, mas ainda assim são considerados pôneis.
Os pôneis geralmente exibem crinas, caudas e pelagem mais espessas. Eles também têm pernas proporcionalmente mais curtas, barris mais largos, ossos mais pesados, pescoços mais curtos e mais grossos e cabeças curtas com testas largas. Eles podem ter temperamentos mais calmos que os cavalos e também um alto nível de inteligência que pode ou não ser usado para cooperar com adestradores humanos. O tamanho pequeno, por si só, não é um determinante exclusivo. Por exemplo, o pônei de Shetland, com média de 10 h, é considerado um pônei. Por outro lado, raças como a Falabella e outros cavalos em miniatura, que não podem ter mais de 30 polegadas (76 cm), são classificados por seus registros como cavalos muito pequenos, mas não pôneis.

### Genética
Os cavalos têm 64 cromossomos. O genoma do cavalo foi sequenciado em 2007. Ele contém 2,7 bilhões de pares de bases de DNA, que é maior que o genoma do cão, mas menor que o genoma humano ou bovino. O mapa está disponível para pesquisadores.

### Cores e marcações

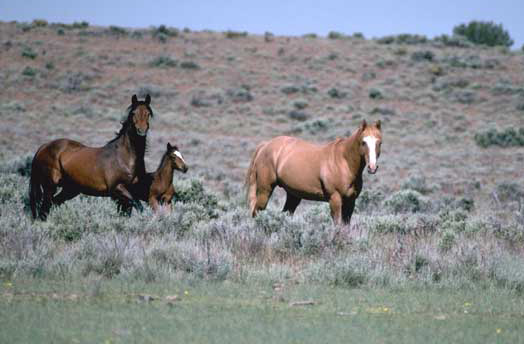
Baía (esquerda) e castanha (às vezes chamada de "azeda") são duas das cores mais comuns de pelagem, vistas em quase todas as raças.

Os cavalos exibem uma variedade diversificada de cores de pelagem e marcações distintas, descritas por um vocabulário especializado. Frequentemente, um cavalo é classificado primeiro pela cor da pelagem, depois pela raça ou sexo. Cavalos da mesma cor podem ser diferenciados entre si por marcas brancas, que, juntamente com vários padrões de manchas, são herdadas separadamente da cor da pelagem.
Muitos genes que criam cores e padrões de pelagem de cavalo foram identificados. Os testes genéticos atuais podem identificar pelo menos 13 alelos diferentes que influenciam a cor da pelagem e a pesquisa continua a descobrir novos genes ligados a características específicas. As cores básicas do revestimento da castanha e do preto são determinadas pelo gene controlado pelo receptor da Melanocortina 1, também conhecido como "gene de extensão" ou "fator vermelho" pois sua forma recessiva é "vermelha" (castanha) e sua forma dominante é preta. Genes adicionais controlam a supressão da cor preta para apontar a coloração que resulta em uma pelagem baía, detectando padrões como pinto ou leopardo, genes de diluição, como palomino, além de acinzentado e todos os outros fatores que criam as várias cores possíveis de pelagem encontradas em cavalos.
Cavalos que têm uma cor "branca" geralmente são mal interpretados; um cavalo que parece "branco" geralmente é um cinza de meia-idade ou mais velho. Os cinzas nascem com uma tonalidade mais escura e ficam mais claros à medida que envelhecem, mas geralmente mantêm a pele negra sob o pelo branco (com exceção da pele rosada sob manchas brancas). Os únicos cavalos propriamente ditos brancos nascem com uma pelagem predominantemente branca e pele rosada, uma ocorrência bastante rara. Fatores genéticos diferentes e não relacionados podem produzir cores do jaleco branco em cavalos, incluindo vários alelos diferentes do branco dominante e do gene sabino-1. No entanto, não existem cavalos "albinos", definidos como tendo pele rosada e olhos vermelhos.

### Reprodução e desenvolvimento

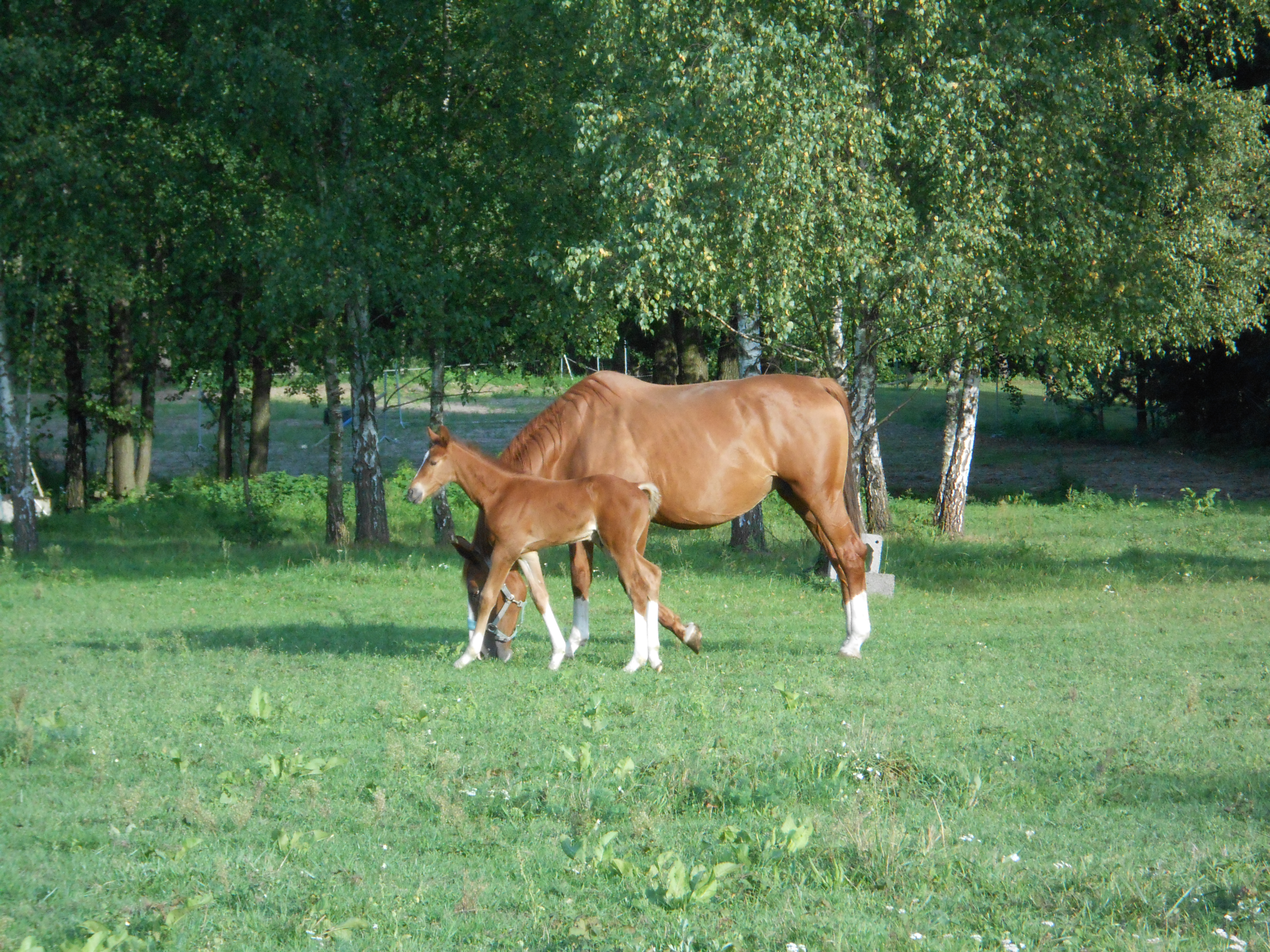
Égua com um potro

A gestação dura aproximadamente 340 dias, com um intervalo médio de 320 a 370 dias, e geralmente resulta em um potro; gêmeos são raros. Os cavalos são uma espécie precocial e os potros são capazes de permanecer em pé e correr pouco tempo após nascerem. Eles geralmente nascem na primavera. O ciclo estral de uma égua ocorre aproximadamente a cada 19 a 22 dias e ocorre do início da primavera ao outono. A maioria das éguas entra em um período de anestro durante o inverno e, portanto, não completam um ciclo nesse período. Os potros geralmente são desmamados de suas mães entre quatro e seis meses de idade.
Os cavalos, principalmente os potros, às vezes são fisicamente capazes de se reproduzir aos 18 meses, mas raramente é permitido aos cavalos domesticados se reproduzirem antes dos três anos de idade, principalmente as fêmeas. Os cavalos de quatro anos são considerados maduros, embora o esqueleto normalmente continue a se desenvolver até os seis anos de idade; a maturação também depende do tamanho, raça, sexo e qualidade dos cuidados do cavalo. Cavalos maiores têm ossos maiores; portanto, os ossos não apenas demoram mais para formar tecido ósseo, como as placas epifisárias são maiores e levam mais tempo para converter de cartilagem em osso. Essas placas se convertem após as outras partes dos ossos e são cruciais para o desenvolvimento.
Dependendo da maturidade, raça e trabalho esperado, os cavalos são geralmente colocados em selas e treinados para serem montados entre as idades de dois e quatro. Embora os cavalos de raça puro-sangue sejam colocados na pista a partir dos dois anos de idade em alguns países, cavalos criados especificamente para esportes como adestramento geralmente não são colocados em selas até os três ou quatro anos de idade, porque seus ossos e músculos não estão solidamente desenvolvidos. Para competições de enduro, os cavalos não são considerados maduros o suficiente para competir até completar cinco anos.

### Anatomia

#### Sistema esquelético

O sistema esquelético de um cavalo moderno

O esqueleto do cavalo tem em média 205 ossos. Uma diferença significativa entre o esqueleto do cavalo e o de um humano é a falta de clavícula - os membros anteriores do cavalo são presos à coluna vertebral por um poderoso conjunto de músculos, tendões e ligamentos que prendem a omoplata ao tronco. As quatro patas e os cascos do cavalo também são estruturas únicas. Os ossos das pernas são proporcionados de maneira diferente da dos humanos. Por exemplo, a parte do corpo que é chamada "joelho" de um cavalo é, na verdade, composta dos ossos do carpo que correspondem ao pulso humano. Da mesma forma, o jarrete contém ossos equivalentes aos do tornozelo e calcanhar em humanos. Os ossos da perna de um cavalo correspondem aos ossos da mão ou do pé humano, e o cadeado (chamado incorretamente de "tornozelo") é na verdade os ossos sesamoides proximais entre os ossos do canhão (um único equivalente aos ossos metacarpo ou metatarso humano) e as falanges proximais, localizadas onde se encontram as "juntas" de um ser humano. Um cavalo também não tem músculos nas pernas abaixo dos joelhos e dos jarretes, apenas pele, cabelo, osso, tendões, ligamentos, cartilagens e os diversos tecidos especializados que compõem o casco.

#### Cascos
O casco do cavalo começa com as falanges distais, o equivalente da ponta do dedo humano ou da ponta do dedo do pé, cercado por cartilagem e outros tecidos moles ricos em sangue e especializados, como as lâminas. A parede externa do casco e a buzina da sola são feitas de queratina, o mesmo material que uma unha humana. O resultado final é que um cavalo, pesando em média 500 quilogramas, viaja nos mesmos ossos que um humano na ponta dos pés. Para a proteção do casco sob certas condições, alguns cavalos têm ferraduras colocadas em seus pés por um ferrador profissional. O casco cresce continuamente e, na maioria dos cavalos domesticados, precisa ser aparado (e as ferraduras reajustadas, se usadas) a cada cinco a oito semanas, embora os cascos dos cavalos em estado selvagem se desgastem e regridam a uma taxa adequada ao seu terreno.

#### Dentes
Os cavalos são adaptados ao pastoreio. Em um cavalo adulto, existem 12 incisivos na frente da boca, adaptados para morder a grama ou outra vegetação. Existem 24 dentes adaptados para mastigação, pré-molares e molares, na parte posterior da boca. Garanhões e castrados têm quatro dentes adicionais logo atrás dos incisivos, um tipo de dente canino. Alguns cavalos, machos e fêmeas, também desenvolverão de um a quatro dentes vestigiais muito pequenos na frente dos molares, conhecidos como dentes "lobo", que geralmente são removidos porque podem interferir na broca. Existe um espaço interdental vazio entre os incisivos e os molares, onde a broca repousa diretamente nas gengivas, ou "barras" da boca do cavalo quando o cavalo é travado.
Uma estimativa da idade de um cavalo pode ser feita olhando-se os dentes, visto que eles continuam em erupção ao longo da vida e são desgastados pelo pastoreio. Portanto, os incisivos mostram mudanças à medida que o cavalo envelhece; eles desenvolvem um padrão de desgaste distinto, alterações na forma do dente e alterações no ângulo em que as superfícies de mastigação se encontram. Isso permite estimar aproximadamente a idade de um cavalo, embora a dieta e os cuidados veterinários também possam afetar a taxa de desgaste dos dentes.

#### Digestão
Os cavalos são seres herbívoros com um sistema digestivo adaptado a uma dieta forrageira de gramíneas e outros materiais vegetais, consumidos constantemente ao longo do dia. Portanto, em comparação com os humanos, eles têm um estômago relativamente pequeno, mas intestinos muito longos para facilitar um fluxo constante de nutrientes. Um cavalo de cerca de 450 kg comerá de 7 a 11 kg de alimentos por dia e, em uso normal, beberá 38 a 45 litros de água. Os cavalos não são ruminantes, eles têm apenas um estômago, como os humanos, mas, diferentemente dos humanos, podem utilizar a celulose, um componente importante da grama. Os cavalos são fermentadores de intestino grosso. A fermentação da celulose por bactérias simbióticas ocorre no ceco, ou "intestino da água", pelo qual os alimentos passam antes de atingir o intestino grosso. Os cavalos não podem vomitar, portanto, problemas de digestão podem causar cólicas rapidamente, sendo está uma das principais causas de morte desses animais.

#### Sentidos

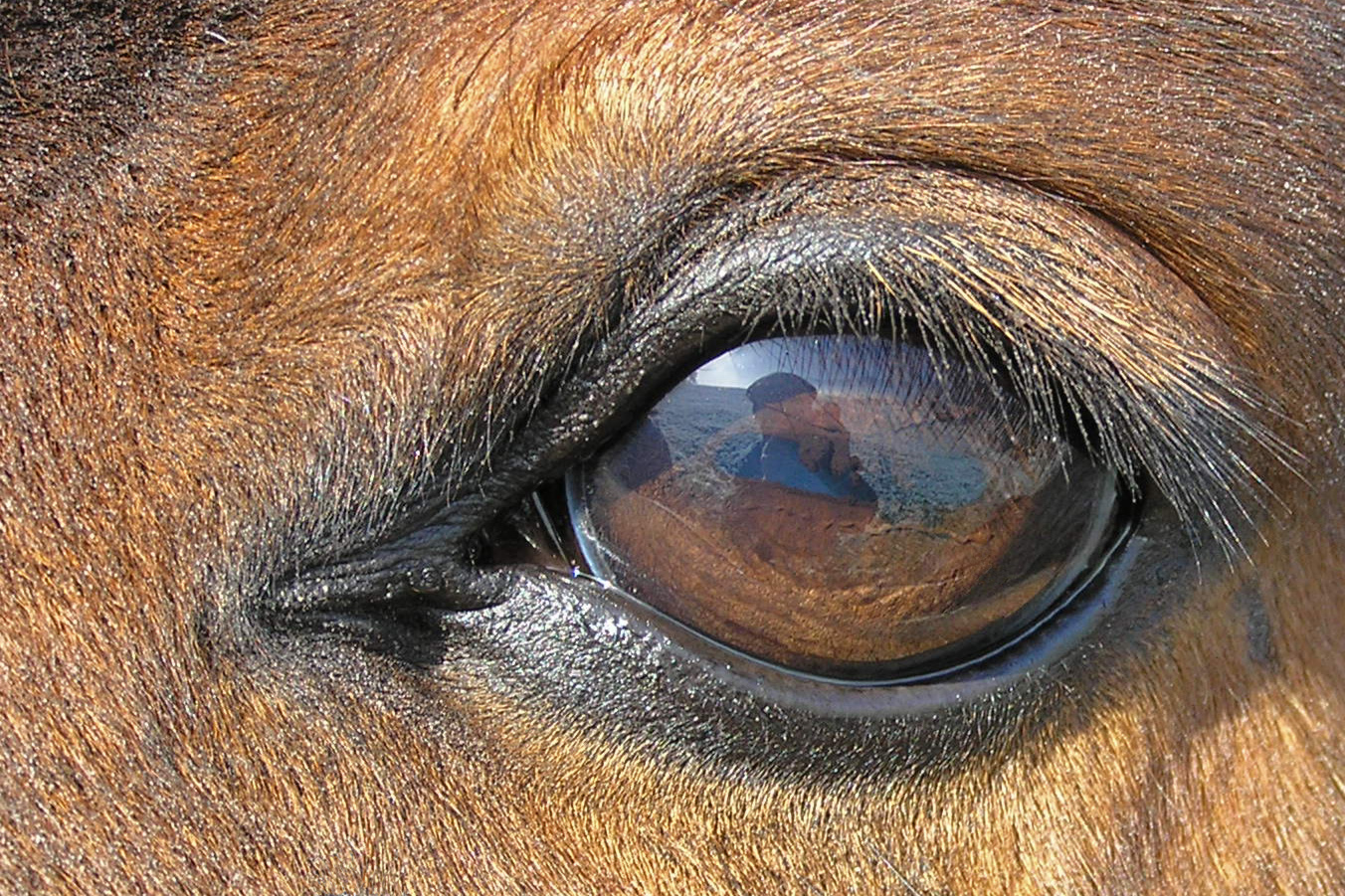
Olho de cavalo

Os sentidos dos cavalos são baseados em sua condição natural como presas, sendo que eles devem estar cientes do que acontece em seus arredores o tempo todo. Eles têm os maiores olhos do que qualquer outro mamífero terrestre e têm olhos posicionados nas laterais da cabeça. Isso significa que os cavalos têm uma gama de visão de mais de 350°, sendo aproximadamente 65° de visão binocular e os 285º restantes de visão monocular. Os cavalos têm excelente visão diurna e noturna, mas têm visão bicromática ou dicromática; sua visão de cores é semelhante ao daltonismo vermelho-verde nos seres humanos, onde certas cores, principalmente as vermelhas e relacionadas, aparecem como um tom esverdeado.
O olfato do cavalo, embora muito melhor que o dos humanos, não é tão bom quanto o dos cães. Supõe-se que este sentido desempenhe um papel fundamental nas interações sociais dos cavalos, além de detectar outros aromas essenciais no ambiente. Os cavalos têm dois centros olfativos: o primeiro sistema está nas narinas e na cavidade nasal, que analisam uma ampla gama de odores, e o segundo, localizado sob a cavidade nasal, são os órgãos vomeronasais, também chamados de órgãos de Jacobson. Estes possuem um caminho nervoso separado para o cérebro e parecem analisar principalmente os feromônios.
A audição de um cavalo é boa e a aurícula de cada orelha pode girar até 180°, dando a possibilidade de ouvir 360° sem ter que mover a cabeça. O ruído afeta o comportamento dos cavalos e certos tipos de sons podem contribuir para o estresse: um estudo de 2013 no Reino Unido indicou que os cavalos estáveis eram mais calmos em um ambiente calmo ou se ouviam música country ou clássica, mas exibiam sinais de nervosismo ao ouvir jazz ou rock. Este estudo também recomendou manter a música para esses animais sob um volume de 21 decibéis. Um estudo australiano descobriu que cavalos de corrida estáveis, ouvindo rádio falada, tinham uma taxa mais alta de úlceras gástricas do que cavalos que ouvem música, e os cavalos de corrida estáveis, onde um rádio era tocado, apresentavam uma taxa geral de ulceração maior do que os cavalos que não tinham contato com os sons do rádio.
Os cavalos têm um grande senso de equilíbrio, devido em parte à capacidade de sentir o equilíbrio e em parte à propriocepção altamente desenvolvida - o senso inconsciente de onde o corpo e os membros estão o tempo todo. O senso de toque de um cavalo é bem desenvolvido. As áreas mais sensíveis estão ao redor dos olhos, ouvidos e nariz. Os cavalos são capazes de sentir o contato tão sutil quanto um inseto pousando em qualquer parte do corpo.
Os cavalos também têm um senso avançado de paladar, o que lhes permite separar as forragens e escolher o que eles mais gostariam de comer e seus lábios preênseis podem facilmente separar até grãos pequenos. Os cavalos geralmente não comem plantas venenosas; no entanto, há exceções; ocasionalmente, os cavalos comem quantidades tóxicas de plantas venenosas, mesmo quando há comida saudável adequada.

### Movimento

Passo (5–8 km/h)
Trote (8–13 km/h)
Cânter (16–27 km/h)
Galope (40–48 km/h)

Todos os cavalos se movem naturalmente com quatro andamentos básicos: o passo, que tem em média 6,4 km/h; o trote, que vai de 13 a 19 km/h (mais rápido para cavalos de corrida); o cânter, uma marcha que vai de 19 a 24 km/h; e o galope, que, em média, vai de 40 e 48 km/h, mas o recorde mundial de um cavalo galopando por uma curta distância é de 70,76 km/h. Além desses passos básicos, alguns cavalos realizam um ritmo de duas batidas, em vez do trote. Existem também vários andamentos "vagantes" de quatro tempos que são aproximadamente a velocidade de um trote, embora sejam mais suaves de andar. Estes incluem o suporte lateral, caminhada em marcha e tölt, bem como o trote de raposa na diagonal. Os andamentos ambulantes geralmente são genéticos em algumas raças, conhecidos coletivamente como cavalos andados. Frequentemente, cavalos andados substituem o trote por um dos passeios ambulantes.

### Comportamento
Os cavalos quando capturados têm uma forte resposta de luta ou fuga. Sua primeira reação a uma ameaça é assustar e geralmente fugir, embora eles se mantenham firmes e se defendam quando a fuga é impossível ou se seus filhotes são ameaçados. Eles também tendem a ser curiosos; quando assustados, muitas vezes hesitam um instante para verificar a causa de seu medo e nem sempre fogem de algo que consideram não ameaçador. A maioria das raças de equitação leve foi desenvolvida para velocidade, agilidade, atenção e resistência; qualidades naturais que se estendem de seus ancestrais selvagens. No entanto, através da criação seletiva, algumas raças de cavalos são bastante dóceis, particularmente alguns cavalos de tração.
Os cavalos são animais de rebanho, com uma hierarquia clara de classificação, liderada por um indivíduo dominante, geralmente uma égua. Eles também são criaturas sociais que são capazes de formar vínculos de companhia com sua própria espécie e com outros animais, incluindo seres humanos. Eles se comunicam de várias maneiras, incluindo vocalizações, como zunidos ou relinches, cuidados mútuos e linguagem corporal. Muitos cavalos se tornarão difíceis de gerenciar se estiverem isolados, mas com o treinamento, eles podem aprender a aceitar um humano como companheiro e, assim, ficar à vontade longe de outros cavalos. No entanto, quando confinados a companhia, exercício ou estímulo insuficientes, esses animais podem desenvolver vícios estáveis, uma variedade de maus hábitos, principalmente estereotipias de origem psicológica, que incluem mastigação de madeira, chutes na parede, "tecelagem" (balançar para frente e para trás) e outros problemas.

#### Inteligência e aprendizado
Estudos indicaram que os cavalos realizam várias tarefas cognitivas diariamente, enfrentando desafios mentais que incluem aquisição de alimentos e identificação de indivíduos dentro de um sistema social. Eles também têm boas habilidades de discriminação espacial. Eles são naturalmente curiosos e aptos a investigar coisas que nunca viram antes. Estudos avaliaram a inteligência equina em áreas como resolução de problemas, velocidade de aprendizado e memória. Os cavalos se destacam no aprendizado simples, mas também são capazes de usar habilidades cognitivas mais avançadas que envolvem categorização e aprendizado de conceito. Eles podem aprender usando habituação, dessensibilização, condicionamento clássico e condicionamento operante e reforço positivo e negativo. Um estudo indicou que os cavalos podem diferenciar entre "mais ou menos" se a quantidade envolvida for menor que quatro.
Os cavalos domesticados podem enfrentar maiores desafios mentais do que os cavalos selvagens, porque vivem em ambientes artificiais que impedem o comportamento instintivo e, ao mesmo tempo, aprendem tarefas que não são naturais. Os cavalos são animais de hábito que respondem bem à organização e respondem melhor ainda quando as mesmas rotinas e técnicas são usadas de forma consistente. Um treinador acredita que cavalos "inteligentes" são reflexos de treinadores inteligentes que efetivamente usam técnicas de condicionamento de resposta e reforço positivo para treinar no estilo que melhor se ajusta às inclinações naturais de um animal.

#### Temperamento
Os cavalos são mamíferos e, como tal, são criaturas de sangue quente ou endotérmicas, ao contrário de animais de sangue frio ou poiquilotérmicos. No entanto, essas palavras desenvolveram um significado separado no contexto da terminologia equina, usada para descrever o temperamento, não a temperatura corporal. Por exemplo, os "sangue quente", como muitos cavalos de corrida, exibem mais sensibilidade e energia, enquanto os "sangue frio", como a maioria das raças de tração, são mais silenciosos e calmos. Às vezes, "sangue quente" é classificado como "cavalo leve" ou "cavalo de montaria", com o "sangue frio" classificado como "cavalo de tração" ou "cavalo de trabalho".

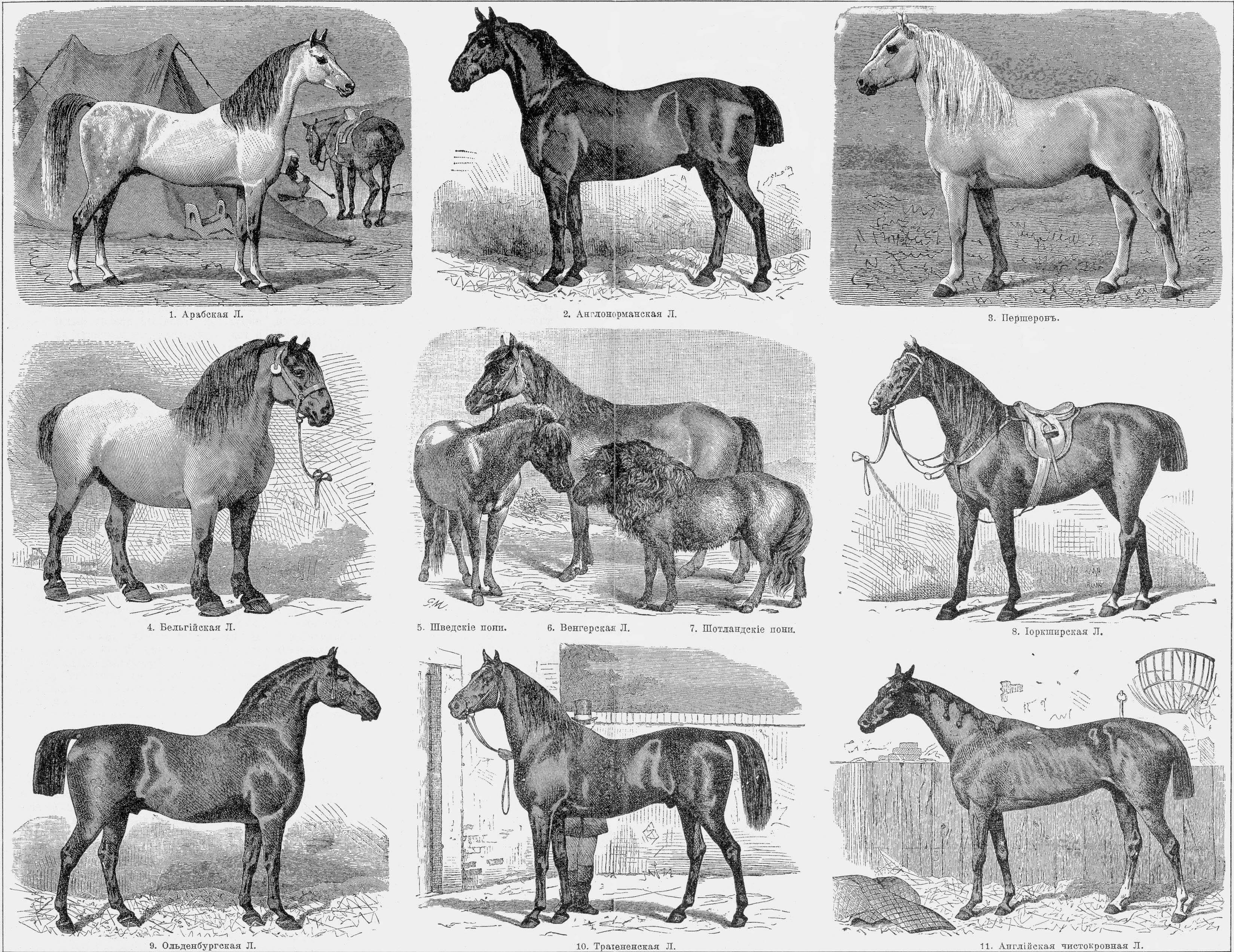
Ilustração de raças sortidas; sangue quente fino e leve, sangue quente de tamanho médio e raças de sangue frio do tipo pônei e pônei

As raças de "sangue quente" incluem "cavalos orientais", como o Akhal-Teke, o cavalo árabe, o berbere e o cavalo turcomano, agora extinto, bem como o puro-sangue inglês, uma raça desenvolvida na Inglaterra a partir das raças orientais mais antigas. Os sangues quentes tendem a ser espirituosos, ousados e aprendem rapidamente. Eles são criados para agilidade e velocidade. Eles tendem a ser fisicamente esguios - de pele fina, magra e de pernas longas. As raças orientais originais foram trazidas para a Europa pelo Oriente Médio e Norte da África, quando os criadores europeus desejavam infundir essas características em cavalos de corrida e cavalaria leve.
Cavalos de tração pesados e musculosos são conhecidos como "sangue frio", pois são criados não apenas para força, mas também para ter o temperamento calmo e paciente necessário para puxar um arado ou uma carruagem pesada cheia de pessoas. Eles são às vezes apelidados de "gigantes gentis". Entre as raças mais conhecidas estão o belga e o clydesdale. Alguns, como o percheron, são mais leves e animados, desenvolvidos para puxar carruagens ou arar grandes campos em climas mais secos. Outros, como o shire, são mais lentos e mais poderosos, criados para arar campos com solos pesados baseados em argila. O grupo de sangue frio também inclui algumas raças de pôneis.
As raças de "sangue morno", como a trakehner ou hanoveriana, desenvolveram-se quando carruagens e cavalos de guerra europeus foram cruzados com árabes ou puro-sangue, produzindo um cavalo com mais refinamento do que um cavalo de tração, mas com maior tamanho e temperamento mais suave que uma raça mais leve. Certas raças de pônei com características de sangue quente foram desenvolvidas para ciclistas menores. O sangue quente é considerado um "cavalo leve" ou "cavalo de montaria".
Hoje, o termo "sangue quente" refere-se a um subconjunto específico de raças de cavalos esportivos que são usados para competições de adestramento e salto em saltos. A rigor, o termo "sangue quente" refere-se a qualquer cruzamento entre raças de sangue frio e sangue quente. Exemplos incluem raças como o Irish Draft ou o Cleveland Bay. O termo já foi usado para se referir a raças de cavalos leves, que não sejam puro-sangue ou árabes, como o cavalo Morgan.

#### Padrões de sono

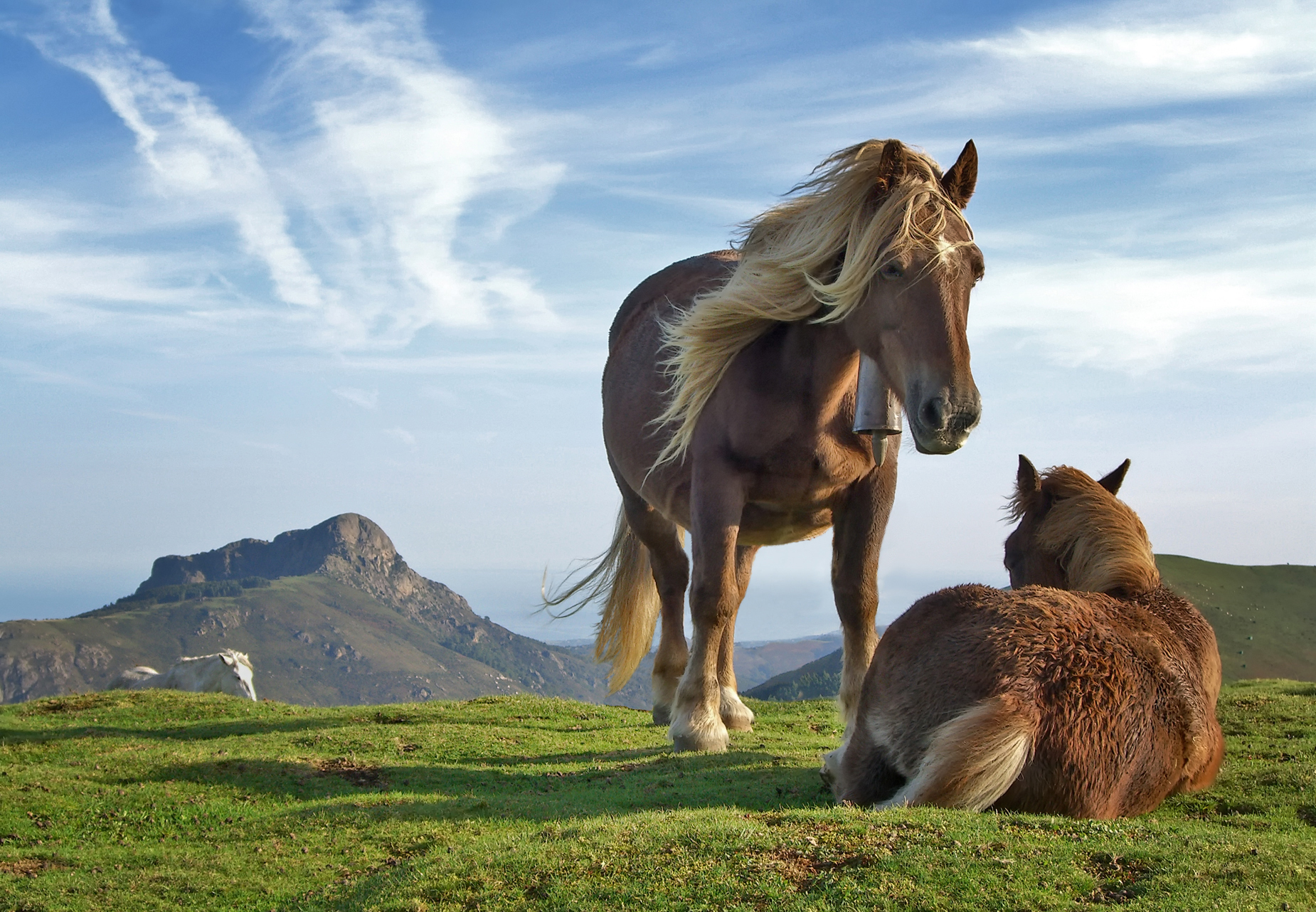
Quando os cavalos se deitam para dormir, outros no rebanho permanecem em pé, acordados ou em uma leve soneca, vigiando.

Os cavalos são capazes de dormir de pé e deitados. Em uma adaptação da vida selvagem, os cavalos são capazes de entrar no sono leve usando um "aparato" nas pernas, permitindo que cochilem sem desmaiar. Os cavalos dormem melhor quando em grupos, porque alguns animais dormem enquanto outros ficam de guarda para observar os predadores. Um cavalo mantido sozinho não dorme bem porque seus instintos são manter-se atento ao perigo.
Ao contrário dos seres humanos, os cavalos não dormem em um período sólido e contínuo de tempo, sendo que fazem períodos de descanso curtos. Os cavalos passam de quatro a quinze horas por dia em repouso e de alguns minutos a várias horas deitados. O tempo total de sono em um período de 24 horas pode variar de alguns minutos a algumas horas, principalmente em curtos intervalos de cerca de 15 minutos cada. Diz-se que o tempo médio de sono de um cavalo doméstico é de 2,9 horas por dia.
Os cavalos devem se deitar para alcançar o sono REM. Eles só precisam se deitar por uma ou duas horas a cada poucos dias para atender aos requisitos mínimos de sono REM. No entanto, se nunca for permitido que um cavalo se deite, após vários dias ele ficará privado do sono e, em casos raros, poderá entrar em colapso repentino quando involuntariamente cair no sono REM enquanto ainda estiver em pé. Essa condição difere da narcolepsia, embora os cavalos também possam sofrer desse distúrbio.

## Taxonomia e evolução

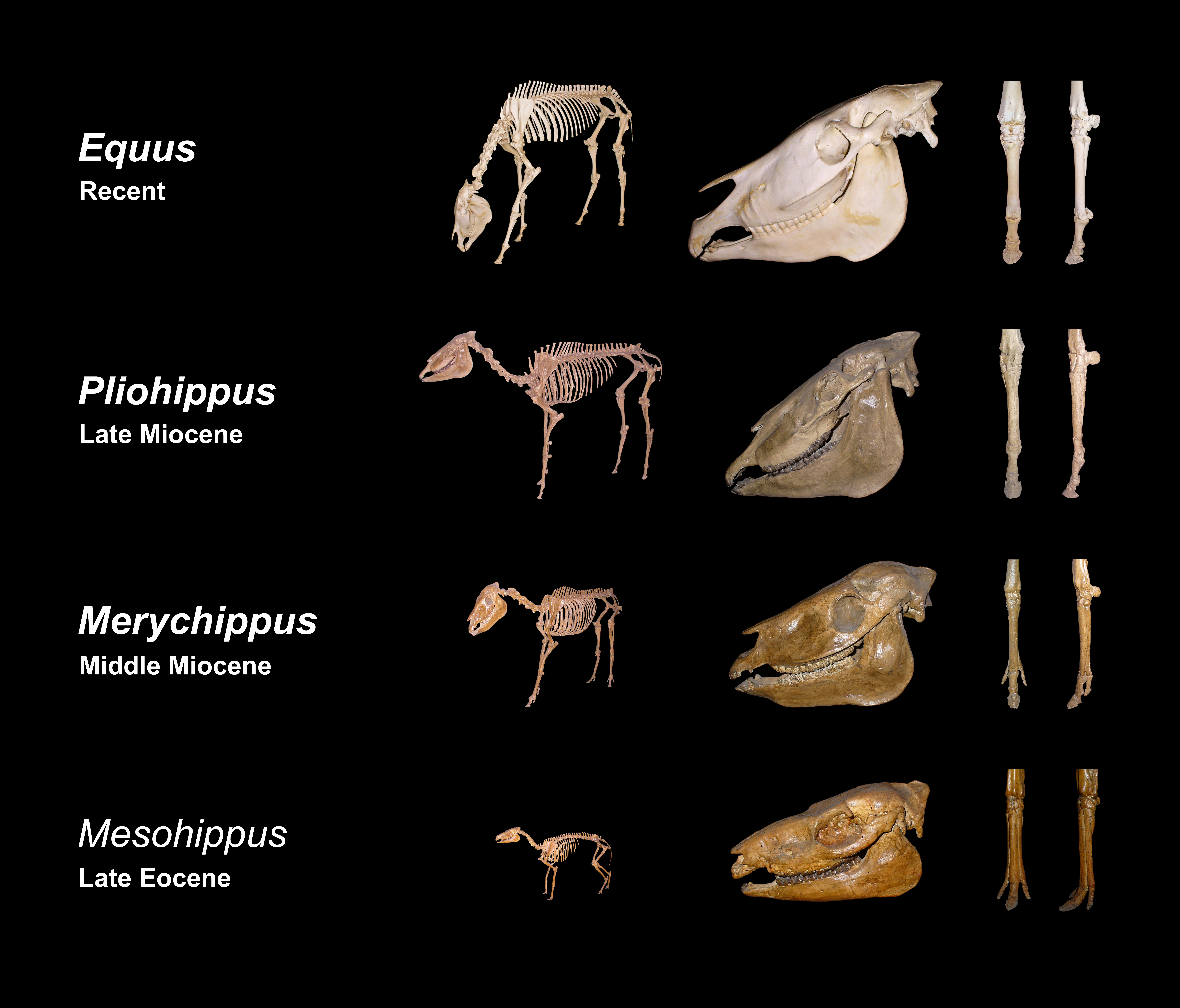
Da esquerda para a direita: desenvolvimento do tamanho, alterações biométricas no crânio, redução dos dedos dos pés (antepé esquerdo)

O cavalo se adaptou para sobreviver em áreas de terreno aberto com vegetação escassa, sobrevivendo em um ecossistema onde outros grandes animais de pastoreio, especialmente ruminantes, não podiam. Cavalos e outros equídeos são perissodáctilos da ordem Perissodactyla, um grupo de mamíferos que foi dominante durante o período terciário. No passado, essa ordem continha 14 famílias, mas apenas três - os equídeos (o cavalo e espécies relacionadas), tapiridae (a anta) e rhinocerotidae (os rinocerontes) - sobreviveram até os dias atuais.
O membro mais antigo conhecido da família Equidae foi o Hyracotherium, que viveu há entre 45 e 55 milhões de anos, durante o período Eoceno. Ele tinha quatro dedos em cada pé da frente e três dedos em cada pé traseiro. O dedo extra nos pés da frente logo desapareceu com o Mesohippus, que viveu há entre 32 a 37 milhões de anos. Com o tempo, os dedos laterais extras diminuíram de tamanho até desaparecerem. Tudo o que resta deles em cavalos modernos é um conjunto de pequenas vestigiais ossos na perna abaixo do joelho, conhecido informalmente como ossos tala. As pernas também se alongaram quando os dedos dos pés desapareceram até que eles eram um animal de casco capaz de correr a grande velocidade. Há cerca de cinco milhões de anos o Equus moderno havia evoluído.
Há cerca de 15 000 anos o Equus ferus era uma espécie holoártica generalizada. Ossos de cavalo desse período, o Pleistoceno tardio, são encontrados na Europa, Eurásia, Beríngia e América do Norte. No entanto, há entre 10 000 e 7 600 anos, o cavalo foi extinto na América do Norte e raro em outros lugares. As razões para essa extinção não são totalmente conhecidas, mas uma teoria observa que a extinção na América do Norte foi paralela à chegada dos humanos. Outra teoria aponta para as mudanças climáticas, observando que há aproximadamente 12 500 anos, as gramíneas características de um ecossistema de estepes deram lugar à tundra, o que pode ter dificultado a alimentação desses animais.

### Espécies selvagens que sobrevivem até os tempos modernos

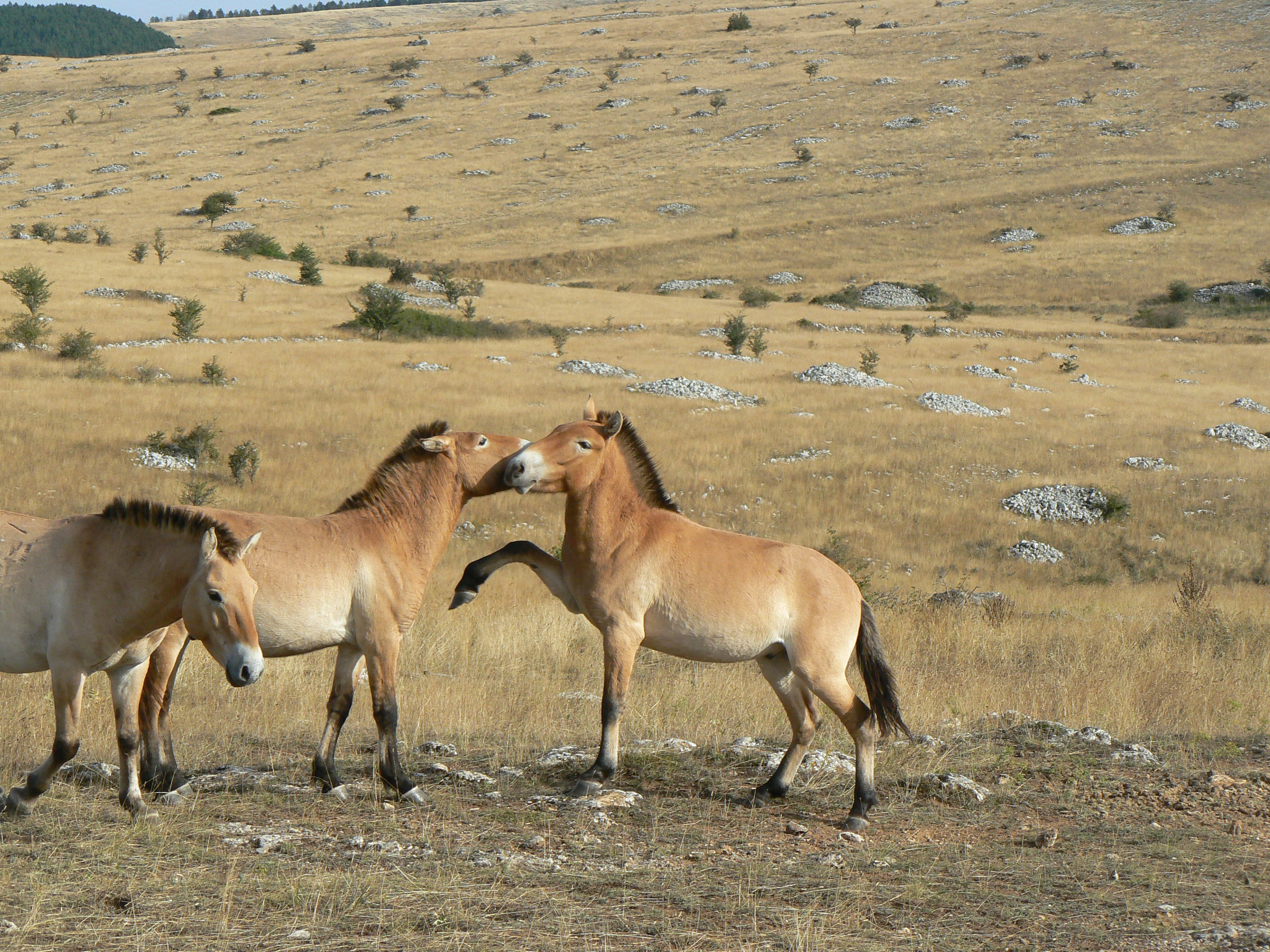
Um pequeno rebanho de cavalos de Przewalski

Um cavalo verdadeiramente selvagem é uma espécie ou subespécie sem antepassados que já foram domesticados. Portanto, hoje em dia, a maioria dos cavalos "selvagens" é na verdade cavalos assilvestrados, animais que escaparam ou foram soltos de rebanhos domésticos e descendentes desses animais. Apenas duas subespécies nunca foram domesticadas, o tarpã e o cavalo-de-przewalski, sobreviveram à história registrada e somente esta última sobrevive até hoje.
O cavalo-de-przewalski (Equus ferus przewalskii), em homenagem ao explorador russo Nikolai Przhevalsky, é um animal asiático raro. Também é conhecido como o cavalo selvagem da Mongólia; O povo mongol o conhece como taki, e o povo quirguiz os chama de kirtag. A subespécie foi presumida extinta na natureza entre 1969 e 1992, enquanto uma pequena população de reprodutores sobreviveu em zoológicos ao redor do mundo. Em 1992, foi restabelecido na natureza devido aos esforços de conservação de vários zoológicos. Hoje, existe uma pequena população de criação selvagem na Mongólia.
O tarpã ou cavalo selvagem europeu (Equus ferus ferus) era encontrado na Europa e em grande parte da Ásia. Ele sobreviveu à era histórica, mas foi extinto em 1909, quando o último cativo morreu em um zoológico russo. Assim, a linha genética foi perdida. Tentativas foram feitas para recriar o tarpã, o que resultou em cavalos com semelhanças físicas externas, mas mesmo assim descendente de ancestrais domesticados e não de cavalos selvagens verdadeiros.
Periodicamente, as populações de cavalos em áreas isoladas são consideradas relictos de cavalos selvagens. Por exemplo, o cavalo riwoche do Tibete foi proposto como tal, mas os testes não revelaram diferenças genéticas em relação aos cavalos domesticados. Da mesma forma, a raça sorraia de Portugal foi proposta como descendente direto do tarpã com base em características compartilhadas, mas estudos genéticos mostraram que a sorraia está mais intimamente relacionada a outras raças de cavalos e que a semelhança externa não uma medida de parentesco confiável.

### Outros equídeos modernos
Além do cavalo, existem outras seis espécies do gênero Equus na família Equidae. Estas são o burro, Equus asinus; a zebra-das-montanhas, Equus zebra; a zebra-das-planícies, Equus quagga; zebra-de-grévy, Equus grevyi; o kiang, Equus kiang; e o onagro, Equus hemionus.
Os cavalos podem cruzar com outros membros de seu gênero. O híbrido mais comum é a mula, um cruzamento entre um burro macho e uma égua. Um híbrido relacionado, um bardoto, é um cruzamento entre um garanhão e um burro fêmea. Outros híbridos incluem o zebroide, um cruzamento entre uma zebra e um cavalo. Com raras exceções, a maioria dos híbridos é estéril e não pode se reproduzir.

## Domesticação

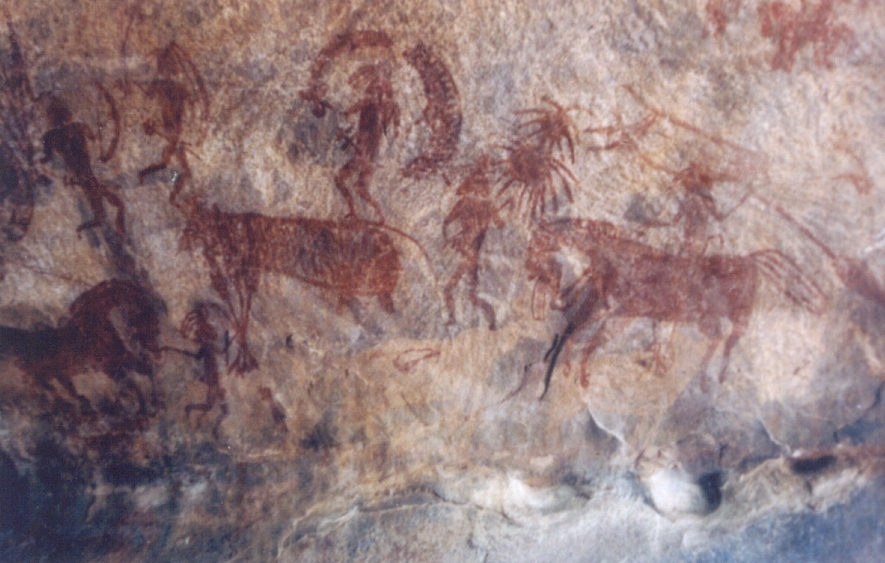
Pintura de rocha Bhimbetka mostrando um homem montado em um cavalo, Índia

A domesticação do cavalo provavelmente ocorreu na Ásia central antes de 3 500 a.C. Duas fontes principais de informação são usadas para determinar onde e quando o cavalo foi domesticado pela primeira vez e como o cavalo domesticado se espalhou pelo mundo. A primeira fonte é baseada em descobertas paleológicas e arqueológicas; a segunda fonte é uma comparação do DNA obtido de cavalos modernos com o de ossos e dentes de restos de cavalos antigos.
As primeiras evidências arqueológicas para a domesticação do cavalo vêm de locais na Ucrânia e no Cazaquistão, que datam aproximadamente de 3 500 a 4 000 a.C. Em 3 000 a.C., o cavalo foi completamente domesticado e em 2 000 a.C. houve um aumento acentuado no número de ossos de cavalos encontrados em assentamentos humanos no noroeste da Europa, indicando a disseminação de cavalos domesticados por todo o continente. A evidência mais recente, mas mais irrefutável, da domesticação vem de locais onde restos de cavalos foram enterrados com carruagens em sepulturas das culturas Sintashta e Petrovka c. 2 100 a.C.
A domesticação também é estudada usando o material genético dos cavalos atuais e comparando-o com o material genético presente nos ossos e dentes dos restos de cavalos encontrados em escavações arqueológicas e paleológicas. A variação no material genético mostra que muito poucos garanhões selvagens contribuíram para a composição do cavalo doméstico, enquanto muitas éguas faziam parte dos primeiros rebanhos domesticados. Isso se reflete na diferença na variação genética entre o DNA que é transmitido ao longo da linha paterna ou reprodutora (cromossomo Y) versus o transmitido ao longo da linha materna ou da mãe (DNA mitocondrial). Existem níveis muito baixos de variabilidade do cromossomo Y, mas uma grande variação genética no DNA mitocondrial. Há também variação regional no DNA mitocondrial devido à inclusão de éguas selvagens em rebanhos domésticos. Outra característica da domesticação é um aumento na variação da cor da pelagem. Nos cavalos, isso aumentou drasticamente entre 5 000 e 3 000 a.C.
Antes da disponibilidade de técnicas de DNA para resolver as questões relacionadas à domesticação do cavalo, várias hipóteses foram propostas. Uma classificação foi baseada nos tipos de corpo e na conformação, sugerindo a presença de quatro protótipos básicos que haviam se adaptado ao ambiente antes da domesticação. Outra hipótese sustentava que os quatro protótipos se originavam de uma única espécie selvagem e que todos os diferentes tipos de corpos eram inteiramente resultado de procriação seletiva após a domesticação. No entanto, a falta de uma subestrutura detectável no cavalo resultou na rejeição de ambas as hipóteses.

### Populações selvagens

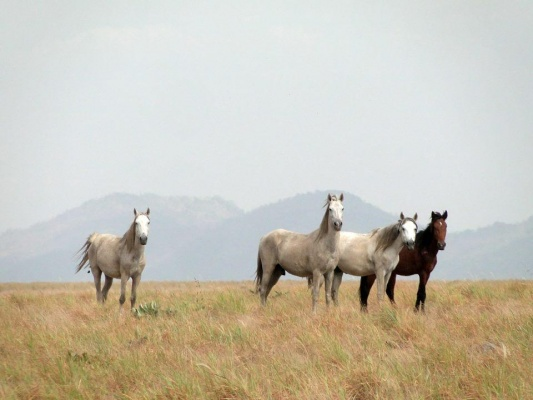
Cavalos lavradeiros de Roraima, introduzidos pelos europeus no século XVIII, adaptaram-se tornando-se selvagens.

Os cavalos assilvestrados nascem e vivem em estado selvagem, mas são descendentes de animais domesticados. Muitas populações de cavalos "selvagens" existem em todo o mundo. Estudos de rebanhos selvagens forneceram informações úteis sobre o comportamento de cavalos pré-históricos, bem como uma maior compreensão dos instintos e comportamentos que conduzem cavalos que vivem em condições domésticas.
Também existem cavalos semisselvagens em muitas partes do mundo, como Dartmoor e New Forest, no Reino Unido, onde todos os animais são de propriedade privada, mas vivem por períodos significativos em condições "selvagens" em terras públicas. Os proprietários desses animais geralmente pagam uma taxa pelos direitos de pastoreio.

### Raças
O conceito de puro-sangue e um registro de raça controlado e escrito passaram a ser particularmente significativos e importantes nos tempos modernos. Às vezes, os cavalos de raça pura são chamados de "puro-sangue" de maneira incorreta ou imprecisa. O puro-sangue inglês é uma raça específica de cavalo, enquanto um "puro-sangue" é um cavalo (ou qualquer outro animal) com uma linhagem definida e reconhecida. Raças de cavalos são grupos de cavalos com características distintas que são transmitidas de maneira consistente aos seus descendentes, como conformação, cor, capacidade de desempenho ou disposição. Essas características herdadas resultam de uma combinação de cruzamentos naturais e métodos de seleção artificial. Os cavalos foram criados seletivamente desde a domesticação. Um dos primeiros exemplos de humanos que praticavam criação seletiva de cavalos foram os povos beduínos, que tinham reputação de práticas cuidadosas, mantendo extensos pedigrees de seus cavalos árabes e valorizando muito a linhagem pura. Estes pedigrees foram originalmente transmitidos através de uma tradição oral. No século XIV, monges cartuxos do sul da Espanha mantinham pedigree meticuloso de linhagens de sangue ainda hoje encontradas no cavalo andaluz.
Raças foram desenvolvidas devido à necessidade de desenvolver certas características para realizar um determinado tipo de trabalho. Assim, uma raça poderosa, mas refinada, como a andaluza, desenvolveu-se com aptidão para adestramento. Cavalos de tração pesados foram desenvolvidos a partir da necessidade de executar trabalhos agrícolas exigentes e puxar carroças pesadas. Outras raças de cavalos foram desenvolvidas especificamente para trabalhos agrícolas leves, transporte rodoviário, várias disciplinas esportivas ou simplesmente como animais de estimação. Algumas raças se desenvolveram através de séculos cruzando com outras raças, enquanto outras descenderam de um único pai de fundação ou de outra fonte de sangue limitada ou restrita. Um dos primeiros registros formais foi o General Stud Book for Thoroughbreds, que começou em 1791 e remonta ao sangue básico da raça. Existem mais de 300 raças de cavalos no mundo hoje.

## Interação com humanos
Em todo o mundo, os cavalos desempenham um papel importante nas culturas humanas e o fazem há milênios. Os cavalos são usados para atividades de lazer, esportes e fins de trabalho. A Organização para Agricultura e Alimentação (FAO) estima que em 2008 havia quase 59 milhões de cavalos no mundo, com cerca de 33,5 milhões nas Américas, 13,8 milhões na Ásia e 6,3 na Europa, além de porções menores na África e Oceania. Estima-se que existam 9,5 milhões cavalos apenas nos Estados Unidos. O American Horse Council estima que as atividades relacionadas a cavalos tenham um impacto direto na economia dos Estados Unidos de mais de 39 bilhões de dólares e, quando os gastos indiretos são considerados, o impacto é superior a 102 bilhões de dólares. Em uma "pesquisa" realizada em 2004 pelo Animal Planet, mais de 50 mil espectadores de 73 países votaram no cavalo como o quarto animal favorito do mundo.
A comunicação entre humanos e cavalos é fundamental em qualquer atividade equestre; para ajudar nesse processo, os cavalos geralmente são montados com uma sela nas costas para ajudar o cavaleiro a se equilibrar e se posicionar, e um arreio para ajudar a manter o controle. Às vezes, os cavalos são montados sem sela, e, ocasionalmente, os cavalos são treinados para atuar sem arreio. Muitos cavalos também são conduzidos, o que requer arreio e algum tipo de veículo.

### Esportes

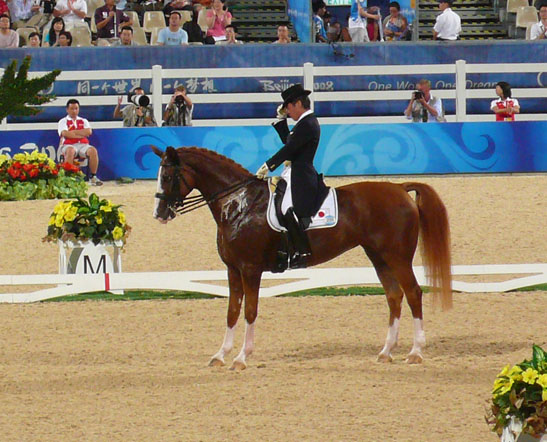
Um cavalo e cavaleiro na competição de adestramento nas Olimpíadas

Historicamente, os cavaleiros aprimoravam suas habilidades através de jogos e corridas. Os esportes equestres proporcionavam entretenimento às multidões e aprimoravam a excelente equitação necessária na batalha. Muitos esportes, como adestramento, eventos e saltos, têm origem no treinamento militar, focado no controle e no equilíbrio de cavalos e cavaleiros. Outros esportes, como o rodeio, desenvolveram-se a partir de habilidades práticas, como as necessárias em fazendas e estações de trabalho. A caça esportiva a cavalo evoluiu das técnicas práticas anteriores de caça. Corridas de cavalos de todos os tipos evoluíram a partir de competições improvisadas entre pilotos ou condutores. Todas as formas de competição, que exigem habilidades especializadas de cavalos e cavaleiros, resultaram no desenvolvimento sistemático de raças e equipamentos especializados para cada esporte. A popularidade dos esportes equestres ao longo dos séculos resultou na preservação de habilidades que, de outra forma, desapareceriam depois que os cavalos parassem de ser usados em combate.
Os cavalos são treinados para serem montados ou conduzidos em uma variedade de competições esportivas. Exemplos incluem saltos de espetáculo, adestramento, concurso completo de equitação, direção competitiva, enduro, gincana, rodeios e caça a raposas. Exposições de cavalos, que têm origem nas feiras medievais da Europa, são realizadas em todo o mundo. Elas hospedam uma enorme variedade de classes, cobrindo todas as disciplinas montadas e de arreios, bem como aulas "na mão", onde os cavalos são conduzidos, em vez de montados, a serem avaliados em sua conformação. O método de julgamento varia de acordo com a disciplina, mas vencer geralmente depende do estilo e da habilidade do cavalo e do cavaleiro. Esportes como o polo não julgam o cavalo em si, mas usam o cavalo como parceiro para competidores humanos como parte necessária do jogo. Embora o cavalo exija treinamento especializado para participar, os detalhes de seu desempenho não são julgados, apenas o resultado das ações do cavaleiro - seja conseguir uma bola através de um gol ou alguma outra tarefa. Exemplos desses esportes de parceria entre humanos e cavalos incluem justas, nas quais o principal objetivo é derrubar o outro, e buzkashi, um jogo de equipe disputado em toda a Ásia Central, com o objetivo de capturar uma carcaça de cabra enquanto a cavalo.
As corridas de cavalos são um esporte equestre e a principal indústria internacional, observada em quase todas as nações do mundo. Existem três tipos: corrida "plana"; corrida de obstáculos, ou seja, correr sobre saltos; e corridas de arreios, onde os cavalos trotam ou andam enquanto puxam o cavaleiro em um carrinho pequeno e leve conhecido como mal-humorado. Grande parte da importância econômica das corridas de cavalos está nas apostas associadas a ela.

### Trabalhos
Existem certos trabalhos que os cavalos fazem muito bem e nenhuma tecnologia foi desenvolvida para substituí-los completamente. Por exemplo, cavalos de polícia montados ainda são eficazes para certos tipos de tarefas de patrulha e controle de multidões. As fazendas de gado ainda exigem que os cavaleiros guiem gado disperso por terrenos remotos e acidentados. As organizações de busca e resgate em alguns países dependem de equipes montadas para localizar pessoas, principalmente caminhantes e crianças, e para fornecer assistência em casos de desastre. Os cavalos também podem ser usados em áreas onde é necessário evitar perturbações veiculares em solos delicados, como reservas naturais. Eles também podem ser a única forma de transporte permitida em áreas selvagens. Os cavalos são mais silenciosos que os veículos motorizados. Os policiais, como guardas florestais ou guardas de caça, podem usar cavalos para patrulhas, e cavalos ou mulas também podem ser usados para limpar trilhas ou outros trabalhos em áreas de terreno acidentado, onde os veículos são menos eficazes. Embora as máquinas tenham substituído os cavalos em muitas partes do mundo, estima-se que 100 milhões de cavalos, burros e mulas ainda são usados para agricultura e transporte em áreas menos desenvolvidas. Esse número inclui cerca de 27 milhões de animais de trabalho somente na África. Algumas práticas de gestão da terra, como cultivo e extração de madeira, podem ser realizadas com eficiência com cavalos. Na agricultura, menos combustível fóssil é usado e maior conservação ambiental ocorre ao longo do tempo com o uso de animais de tração, como os cavalos. A extração de madeira com cavalos pode resultar em danos reduzidos à estrutura do solo e menos danos às árvores devido a extração mais seletiva.

### Guerra

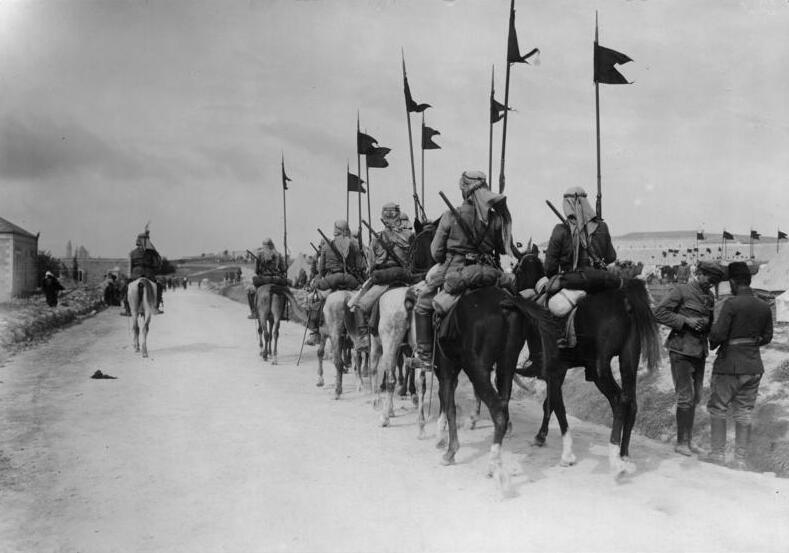
Cavalaria otomana, 1917

Cavalos têm sido usados em guerra durante a maior parte da história registrada. A primeira evidência arqueológica de cavalos usados na guerra data entre 4 000 e 3 000 a.C. e o uso de cavalos na guerra foi generalizado no final da Idade do Bronze. Embora a mecanização tenha substituído o cavalo em grande parte como arma de guerra, os cavalos ainda são vistos hoje em usos militares limitados, principalmente para fins cerimoniais, ou para atividades de reconhecimento e transporte em áreas de terreno acidentado onde veículos motorizados são ineficazes. Os cavalos foram usados no século XXI pelas milícias janjaweed na Guerra de Darfur.

### Entretenimento e cultura

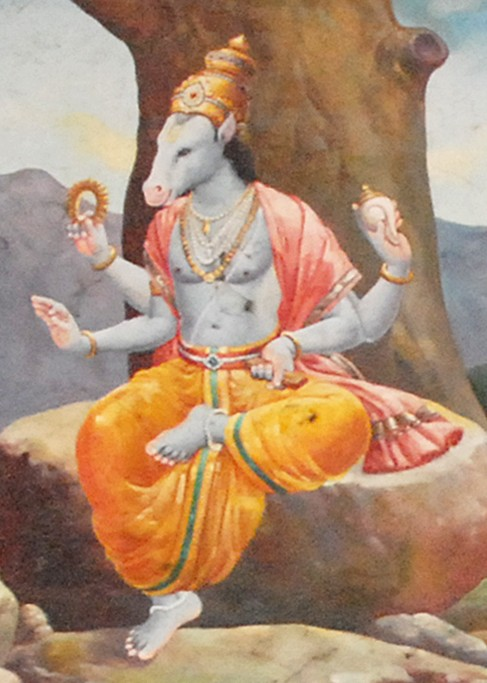
A divindade com cabeça de cavalo no hinduísmo, Hayagriva

Os cavalos modernos são frequentemente usados para reencenar muitos de seus objetivos históricos de trabalho. Os cavalos são usados, completos com equipamentos autênticos ou uma réplica meticulosamente recriada, em várias reconstituições históricas de ação ao vivo de períodos específicos da história, especialmente recriações de batalhas famosas. Os cavalos também são usados para preservar tradições culturais e para fins cerimoniais. Países como o Reino Unido ainda usam carruagens para transmitir royalties e outros VIPs para certos eventos culturalmente significativos. As exposições públicas são outro exemplo, como o Budweiser Clydesdales, visto em desfiles e outros ambientes públicos, uma equipe de cavalos de tração que puxam uma carroça de cerveja semelhante à usada antes da invenção do moderno caminhão motorizado.
Os cavalos são frequentemente usados na televisão, filmes e literatura. Às vezes, são apresentados como personagem principal em filmes sobre animais específicos, mas também são usados como elementos visuais que garantem a precisão das encenações históricas. Tanto cavalos vivos quanto imagens icônicas de cavalos são usadas na publicidade para promover uma variedade de produtos. O cavalo frequentemente aparece em brasões de armas em heráldica, em uma variedade de poses e equipamentos. As mitologias de muitas culturas, incluindo greco-romana, hindu, islâmica e nórdica, incluem referências a cavalos normais e aqueles com asas ou membros adicionais, e vários mitos também exigem que o cavalo desenhe os carros da lua e do sol. O cavalo também aparece no ciclo de 12 anos de animais no zodíaco chinês relacionado ao calendário chinês.

### Uso terapêutico
Pessoas de todas as idades com deficiências físicas e mentais obtêm resultados benéficos de uma associação com cavalos. A prática terapêutica é usada para estimular mental e fisicamente as pessoas com deficiência e ajudá-las a melhorar suas vidas através de um equilíbrio e coordenação aprimorados, maior autoconfiança e um maior sentimento de liberdade e independência. Os benefícios da atividade equestre para pessoas com deficiência também foram reconhecidos com a adição de eventos equestres aos Jogos Paraolímpicos e o reconhecimento de eventos para-equestres pela Federação Equestre Internacional (FEI). Hipoterapia e passeios a cavalo terapêuticos são nomes para diferentes estratégias de tratamento físico, ocupacional e fonoaudiológico que utilizam o movimento equino. Na hipoterapia, o terapeuta usa o movimento do cavalo para melhorar as habilidades cognitivas, de coordenação, de equilíbrio e motoras do paciente, enquanto a equitação terapêutica usa habilidades específicas de pilotagem.
Os cavalos também proporcionam benefícios psicológicos às pessoas, independentemente de elas montarem neles ou não. A terapia "auxiliada por equinos" ou "facilitada por equinos" é uma forma de psicoterapia experimental que utiliza cavalos como animais de companhia para ajudar pessoas com doenças mentais, incluindo transtornos de ansiedade, transtornos psicóticos, transtornos de humor, dificuldades comportamentais e aqueles que estão passando por grandes mudanças na vida. Existem também programas experimentais usando cavalos em ambientes prisionais. A exposição a cavalos parece melhorar o comportamento dos reclusos e ajudar a reduzir a reincidência quando eles saem.

### Produtos
Os cavalos são matéria-prima para muitos produtos fabricados por seres humanos ao longo da história, incluindo subprodutos do abate de cavalos, bem como materiais coletados de cavalos vivos.
Os produtos coletados de cavalos vivos incluem o leite de égua, usado por pessoas com grandes manadas de cavalos, como os mongóis, que permitem fermentar para produzir kumis. O sangue de cavalo também já foi usado como alimento pelos mongóis e outras tribos nômades, que acharam uma fonte conveniente de nutrição ao viajar. Beber o sangue de seus próprios cavalos permitiu que os mongóis cavalgassem por longos períodos de tempo sem parar para comer. A droga premarin é uma mistura de estrogênios extraídos a partir da urina de éguas grávidas e já foi um fármaco amplamente utilizado em terapia reposição hormonal. O pelo da cauda dos cavalos pode ser usado para fazer arcos para instrumentos de corda, como violino, viola, violoncelo e contrabaixo.
A carne de cavalo tem sido usada como alimento para seres humanos e animais carnívoros ao longo dos tempos. Aproximadamente 5 milhões de cavalos são abatidos a cada ano para o consumo da carne em todo o mundo. É consumido em muitas partes do mundo, embora o consumo seja tabu em algumas culturas e objeto de controvérsia política em outras. O couro de cavalo tem sido usado para botas, luvas, jaquetas, além de bolas e luvas de beisebol. Cascos de cavalo também podem ser usados para produzir cola de animal. Ossos de cavalo podem ser usados para fazer implementos. Especificamente, na culinária italiana, a tíbia do cavalo é afiada em uma sonda chamada espinto, que é usada para testar a prontidão de um presunto (de porco) enquanto cura. Na Ásia, o saba é um navio de couro usado na produção de kumis.

### Cuidado

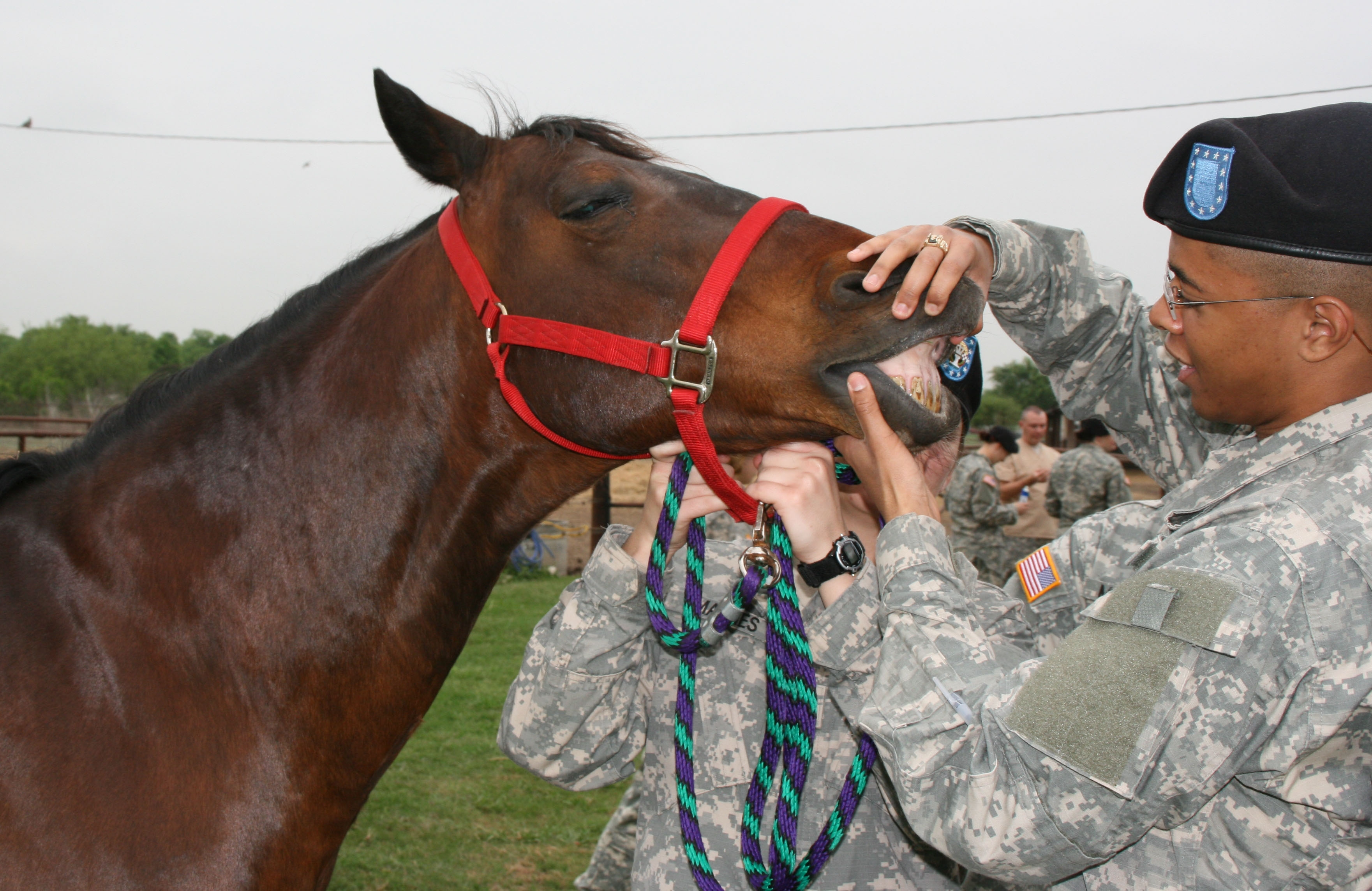
A verificação dos dentes e outros exames físicos são uma parte importante dos cuidados com os cavalos.

Os cavalos são de pastagem e sua principal fonte de nutrientes é a forragem de boa qualidade, proveniente de feno ou pasto. Eles podem consumir aproximadamente 2% a 2,5% do seu peso corporal em ração seca todos os dias. Portanto, um cavalo adulto de 450 kg pode comer até 11 kg de comida. Às vezes, alimentos concentrados, como grãos, são usados adicionalmente ao pasto ou feno, especialmente quando o animal é muito ativo. Quando os grãos são usados, os nutricionistas de equinos recomendam que 50% ou mais da dieta do animal em peso ainda seja forrageira.
Os cavalos precisam de um suprimento abundante de água limpa, no mínimo de 38 a 45 litros por dia. Embora os cavalos sejam adaptados para viver fora, eles precisam de abrigo contra o vento e a precipitação, que podem variar de um simples galpão ou abrigo a um estábulo elaborado.
Os cavalos requerem cuidados rotineiros de um ferrador para os cascos, além de vacinas para proteção contra várias doenças e exames dentários de um veterinário ou dentista especializado em equídeos. Se os cavalos são mantidos dentro de um celeiro, eles exigem exercício diário regular para sua saúde física e bem-estar mental. Quando virados para fora, exigem cercas resistentes e bem mantidas para serem contidas com segurança. A preparação regular também é útil para ajudar o cavalo a manter uma boa saúde do pelo e da pele subjacente.